# Lumpenproletariát
Lumpenproletariát (německy Lumpenproletariat, z Lumpe(n), hadry a Lumpenpack, pakáž, holota) je pojem zavedený Karlem Marxem a Friedrichem Engelsem pro označení vyvrhelů všech tříd společnosti. Oproti pracujícímu obyvatelstvu (proletariátu), které bylo podle Marxe utlačované, lumpenproletariát byl neschopný, neproduktivní a úpadkový nezávisle na útlaku. Nestojí o pravidelné zaměstnání a dá se kapitalisty podplatit.
Marxův a Engelsův popis lumpenproletariátu: Do této „sebranky vyvrhelů, odpadu zkažených elementů všech tříd“ patří „ztroskotanci s pochybným živobytím a pochybného původu, buržoazní dobrodruzi, literáti, povaleči, propuštění vojáci, propuštění zločinci, uprchlí otroci z lodí, gauneři, kejklíři, podvodníci, šarlatáni, darebáci, kapsáři, komedianti, hazardní hráči, pasáci, majitelé bordelů, žebráci, flašinetáři, dráteníci – nebezpečná třída, odpad společnosti, nečinně zahnívající masa vyvrhnutá nejnižšími vrstvami staré společnosti.“